# Gilat
Gilat (hebrejsky גִּילַת, v oficiálním přepisu do angličtiny Gilat) je vesnice typu mošav v Izraeli, v Jižním distriktu, v Oblastní radě Merchavim.

## Geografie
Leží v nadmořské výšce 135 metrů na severozápadním okraji pouště Negev; v oblasti která byla od 2. poloviny 20. století intenzivně zúrodňována a zavlažována a ztratila částečně charakter pouštní krajiny. Jde o zemědělsky obdělávaný pás navazující na pobřežní nížinu. Podél jižního okraje mošavu protéká vádí Nachal Patiš.
Obec se nachází 29 kilometrů od břehu Středozemního moře, cca 82 kilometrů jihojihozápadně od centra Tel Avivu, cca 74 kilometrů jihozápadně od historického jádra Jeruzalému a 16 kilometrů severozápadně od města Beerševa. Nachází se na severovýchodním okraji města Ofakim. Gilat obývají Židé, přičemž osídlení v tomto regionu je etnicky převážně židovské.
Gilat je na dopravní síť napojen pomocí lokální silnice 241, která severně od obce ústí do dálnice číslo 25.

## Dějiny
Gilat byl založen v roce 1949. Zakladateli byli Židé z Tuniska. Později se k nim přidali i židovští imigranti z Maroka, Libye a Jemenu. Mošav je pojmenován podle biblického citátu z Knihy Izajáš 35,2: „Bujně rozkvete, radostně bude jásat a plesat. Bude jí dána sláva Libanónu, nádhera Karmelu a Šáronu. Ty uzří slávu Hospodinovu, nádheru našeho Boha.“
Místní ekonomika je založena na zemědělství, kterým se zabývá zhruba 30 % obyvatel vesnice (chov drůbeže, pěstování zeleniny). V obci je k dispozici obchod se smíšeným zbožím, synagoga, zdravotní středisko, sportovní areály, mateřská škola a společenské centrum. Správní území vesnice měří 6 900 dunamů (6,9 kilometrů čtverečních). Obec prošla stavební expanzí. Nabízelo se zde 200 stavebních parcel pro soukromé zájemce.

## Demografie
Obyvatelstvo mošavu je nábožensky orientované. Podle údajů z roku 2014 tvořili naprostou většinu obyvatel v Gilat Židé (včetně statistické kategorie "ostatní", která zahrnuje nearabské obyvatele židovského původu ale bez formální příslušnosti k židovskému náboženství).
Jde o menší obec vesnického typu s dlouhodobě rostoucí populací. K 31. prosinci 2014 zde žilo 1272 lidí. Během roku 2014 populace stoupla o 5,2 %.
| Rok            | 1961 | 1972 | 1983 | 1995 | 2001 | 2003 | 2004 | 2005 | 2006 | 2007 | 2008 | 2009 | 2010 | 2011 | 2012 | 2013 | 2014 |
| -------------- | ---- | ---- | ---- | ---- | ---- | ---- | ---- | ---- | ---- | ---- | ---- | ---- | ---- | ---- | ---- | ---- | ---- |
| Počet obyvatel | 561  | 603  | 599  | 615  | 766  | 831  | 826  | 844  | 911  | 965  | 1013 | 972  | 1005 | 1103 | 1171 | 1209 | 1272 |